# Projekt MPSV12
Das Projekt MPSV12 beschreibt eine Schiffsklasse des russischen Verkehrsministeriums. Die Rettungs- und Bergungsschiffe werden von Rosmorrechflot für Patrouillenfahrten und Rettungseinsätze eingesetzt.

## Geschichte
Der Schiffstyp wurde vom Marine Engineering Bureau entworfen. Zunächst wurden vier nach russischen Flüssen benannte Einheiten auf der Newski-Werft für das russische Verkehrsministerium gebaut. Eine fünfte Einheit befindet sich seit 2021 auf der Oka-Werft im Bau.

## Beschreibung
Die Schiffe sind als Rettungs- und Bergungsschiffe konzipiert und werden unter anderem zur Unterstützung und in Notfällen im Bereich der Fischerei und der Offshore-Öl- und Gasindustrie eingesetzt. Für Hilfseinsätze sind sie mit Pumpen ausgestattet, um Wasser aus vollgelaufenen Bereiche anderer Schiffe abzupumpen. Sie sind auch für die Brandbekämpfung und für die Bekämpfung von Ölunfällen ausgerüstet. Hierfür stehen unter anderem Tanks mit einer Kapazität von 500 m³ für die Aufnahme von abgesaugtem Öl zur Verfügung. Die Schiffe können außerdem als Schlepper genutzt werden. Der Pfahlzug beträgt 60 t.
Die Schiffe sind mit Sonaranlagen zur Untersuchung des Meeresbodens und zum Auffinden von Wracks ausgerüstet. Von Bord der Schiffe aus können ferngesteuerte Unterwasserfahrzeuge eingesetzt werden, die in Tiefen von bis zu 3000 m operieren können. Weiterhin können sie als Plattform für Tauchereinsätze in Tiefen bis zu 60 m genutzt werden.
Die Schiffe werden von zwei Wärtsilä-Dieselmotoren des Typs 8L26 mit jeweils 2610 kW Leistung angetrieben. Die Motoren wirken über Untersetzungsgetriebe auf zwei Verstellpropeller. Für die Stromversorgung stehen zwei mit jeweils 1600 kW Leistung angetriebene Wellengeneratoren sowie zwei von Cummins-Dieselmotoren mit jeweils 800 kW Leistung angetriebene Generatoren zur Verfügung. Weiterhin wurde ein von einem Dieselmotor mit 125 W Leistung angetriebener Notgenerator verbaut. Die Schiffe sind mit zwei mit jeweils 790 kW Leistung angetriebenen Bugstrahlrudern mit Verstellpropellern und einem ebenfalls mit 790 kW Leistung angetriebenen Heckstrahlruder ausgestattet. Die Schiffe verfügen über ein System zur dynamischen Positionierung.
Im Achterschiffsbereich steht ein offenes Arbeitsdeck zur Verfügung. Dies ist rund 430 m² groß. Es kann mit 5 t/m² belastet werden. Im Achterschiffsbereich ist ein Kran installiert, der zu 24 t haben kann.
Die Schiffe können bis zu dreißig Tage auf See bleiben und dabei bis zu 4000 Seemeilen zurücklegen. Der Rumpf der Schiffe ist eisverstärkt (Eisklasse Arc5).
Die Schiffe sind für eine zwölfköpfige Schiffsbesatzung eingerichtet. Bei Bedarf können weitere 24 Plätze für einzuschiffendes Personal hergerichtet werden. Bei Rettungseinsätzen können zusätzlich 87 Personen an Bord untergebracht werden.

## Schiffe
| Projekt MPSV12 | Projekt MPSV12     | Projekt MPSV12 | Projekt MPSV12                                    |
| Bauname        | Bauwerft Baunummer | IMO-Nummer     | Kiellegung Stapellauf Ablieferung                 |
| -------------- | ------------------ | -------------- | ------------------------------------------------- |
| Bakhtemir      | Newski-Werft 1201  | 9797577        | 2. Juni 2015 19. August 2016 16. Mai 2019         |
| Kalas          | Newski-Werft 1202  | 9797589        | 2. Juni 2015 29. November 2016 6. Dezember 2019   |
| Beysug         | Newski-Werft 1203  | 9797591        | 16. Dezember 2015 1. Juni 2017 26. Dezember 2020  |
| Piltun         | Newski-Werft 1204  | 9797606        | 11. März 2016 30. November 2017 15. Dezember 2021 |
|                | Oka-Werft 2101     |                | 11. November 2021                                 |